# Italiano. Grammatica, sintassi, dubbi
Italiano. Grammatica, sintassi, dubbi è una grammatica italiana pubblicata nel 1997. Scritta da Luca Serianni in collaborazione con Alberto Castelvecchi, è un'edizione minore, ed economica, della precedente Grammatica italiana: italiano comune e lingua letteraria del 1988 dei medesimi autori.
Per la sua impostazione descrittiva e solo moderatamente normativa, la grammatica del Serianni è considerata, assieme a quella di Dardano-Trifone, uno dei migliori testi degli ultimi decenni, punto di riferimento anche nel mondo accademico e nella saggistica di settore.
Pubblicata da Garzanti, nella collana editoriale Le Garzantine, con un glossario di Giuseppe Patota, continua ad esser ristampata.